# Achinetopsia
L'achinetopsia, conosciuta anche in letteratura inglese con il nome di achinetopsia cerebrale o cecità motoria è un rarissimo disturbo neuropsicologico che consiste nell'incapacità di percepire visivamente il movimento. Il paziente affetto da questo disturbo è invece in grado di vedere normalmente gli oggetti immobili nel proprio campo visivo. I casi di achinetopsia descritti nella letteratura medica sono pochissimi; uno dei più seguiti è quello del paziente indicato con la sigla "LM".

## Classificazione
L'achinetopsia è un disturbo neuropsicologico, poiché un cambiamento nella struttura cerebrale (generalmente una lesione) disturba il processo psicologico della comprensione delle informazioni sensoriali, in questo caso informazioni visive. Il disturbo della sola componente visiva può essere dovuto alla separazione della componente motoria dalle altre funzioni. Un disturbo simile all'achinetopsia è l'acromatopsia, legata all'incapacità di percepire i colori.

## Caratteristiche
L'achinetopsia è l'incapacità di percepire il movimento nello spazio che ci circonda, senza però intaccare la percezione dello spazio, della profondità, la visione stereoscopica ed a colori. Allo stesso modo non viene intaccata l'identificazione di forme, oggetti e volti.
I pazienti affetti da achinetopsia sono costretti ad affrontare una serie di problemi nella vita quotidiana, variabili sulla base della loro condizione patologica. Una paziente, LM, ha descritto ad esempio che le era impossibile versare del the o del caffè in una tazza, "poiché il fluido appariva ghiacciato". La paziente non sapeva quando smettere di versare il liquido, poiché non era capace di percepire il movimento del liquido stesso che cresceva nella tazza. LM ed altri pazienti hanno inoltre confessato la difficoltà a seguire le discussioni, poiché i movimenti delle labbra ed i cambiamenti nelle espressioni facciali non potevano essere percepiti. LM ha in particolar modo affermato che si sentiva a disagio quando c'erano due persone nella sua stessa stanza, poiché "le ritrovavo accanto senza averle viste muoversi".  LM ed altri pazienti hanno descritto come estremamente difficili anche il guidare l'auto o l'attraversare la strada.

## Cause

### Lesioni cerebrali
L'achinetopsia è generalmente legata a lesioni nella parte posteriore della corteccia visiva. I neuroni centrali della corteccia temporale rispondono infatti agli stimoli motori e da qui indirizzano i segnali all'area specifica della corteccia cerebrale. Nel caso di LM, la lesione cerebrale era bilaterale e simmetrica, ed allo stesso tempo così piccola da non intaccare altre funzioni visive. 
Sono state descritte anche lesioni unilaterali legate a questo disturbo. L'achinetopsia legata a lesioni cerebrali è molto rara, poiché lesioni di questo tipo generalmente affliggono più di una funzione visiva.

### Stimolazione magnetica transcranica
L'achinetopsia può essere temporaneamente indotta utilizzando la stimolazione magnetica transcranica (TMS) sull'area V5 in soggetti sani. La condizione patologica è stata indotta su una superficie di 1 cm2 della testa, in corrispondenza dell'area V5. Con un impulso della TMS di 800 micro-secondi e uno stimulo di 28 ms a 11 gradi al secondo, la zona V5 viene disattivata per circa 20-30 ms.

### Malattia di Alzheimer
Oltre ai problemi relativi alla memoria, la malattia di Alzheimer può determinare nei pazienti affetti anche alcuni gradi di achinetopsia. Al momento, tuttavia, sono molto pochi gli studi riguardo a questa specifica associazione.

## Aree di percezione visiva
Due importanti aree per la percezione del movimento sono la V5 e la V1. Un'area funzionale è un insieme di neuroni il cui stimolo porta a influenze comportamentali simili sull'organismo. Al momento sono state individuate più di 30 aree relative ad altrettanti processi specifici nella corteccia visiva.

### V5
V5, conosciuta anche come area visiva (medio-temporale), si trova lateralmente e ventralmente nel lobo temporale, vicino all'intersezione della parte ascendente del solco temporale inferiore e del solco occipitale laterale. Tutti i neuroni dell'area V5 sono selettivi per il movimento. Evidenze circa il funzionamento specifico dei neuroni in area V5 sono state individuate per la prima volta nei primati. Lesioni o inattivazioni di questa area comportano achinetopsia.

### V1
V1, conosciuta anche come corteccia visiva primaria, è localizzata nell'area di Brodmann numero 17. A V1 è associata una capacità di pre-processare le informazioni visive, sebbene al momento non sia più considerata l'unica via percettiva verso la corteccia. Le informazioni motorie possono raggiungere la zona V5 senza passare attraverso V1, e un passaggio da V5 a V1 non è necessario per percepire un movimento visivo. I segnali di movimenti percepiti dallo sguardo arrivano a velocità differenti in V1 e V5 (rispettivamente, 60-70 ms e meno di 30 ms). Pazienti affetti da visione cieca hanno danni in V1, ma conservano V5 intatta, per cui possono continuare, nonostante siano ciechi, a percepire i movimenti. L'inattivazione di V1 determina una limitazione della visione del movimento, ma non la arresta completamente.

### Fasci dorsali e ventrali
Un'altra ipotesi sull'organizzazione del messaggio visivo nel cervello è la teoria della visione spaziale, secondo cui la percezione viaggerebbe ventralmente, mentre il movimento viaggerebbe dorsalmente.

## Terapia
Al momento non esiste una cura specifica per l'achinetopsia.